# Neoxyphinus sax
Neoxyphinus sax – gatunek pająków z rodziny Oonopidae.

## Taksonomia
Gatunek ten opisany został po raz pierwszy w 2017 roku przez Níthomasa M. Feitosę i Alexandre Bragio Bonaldo na łamach „Zootaxa”. Jako lokalizację typową wskazano Reserva Florestal Adolpho Ducke w Manaus w brazylijskim stanie Amazonas. Epitet gatunkowy nadano na cześć Adolphe’a Saxa, wynalazcy saksofonu, który to instrument przypominać ma embolus pająka.

## Morfologia
Holotypowy samiec ma 1,52 mm, a paratypowa samica 1,72 mm długości ciała. Karapaks jest szeroko-owalny w zarysie, o lekko wyniesionej części głowowej, tępo ząbkowany na krawędziach bocznych i pozbawiony kolców na powierzchniach tylno-bocznych. Jego ubarwienie jest bladopomarańczowe. Wysoki i w widoku przednim prosty nadustek ma mocno obrzeżoną krawędź. Kolor szczękoczułków, szczęki i wargi dolnej jest bladopomarańczowy. Bladopomarańczowe, tak długie jak szerokie sternum ma niewyraźne dołki. Odnóża są białe u samca, a żółte u samicy. Łącznik jest rurkowaty, przeciętnej długości. Opistosoma (odwłok) u samca ma żółte, w przedniej części pozbawione ząbków skutum grzbietowe oraz bladopomarańczowe skutum epigastryczne i postepigastryczne. U samicy skutum grzbietowe jest bladopomarańczowe. 
Genitalia samicy cechują się płytką płciową o bardzo dużym przedsionku z krawędzią przednią łukowato wygiętą w widoku grzbietowym. Nogogłaszczki samca są w całości białe, wyposażone w ciemny, silnie zakrzywiony przednio-bocznie, embolus z dużymi wyrostkami nasadowym i wierzchołkowym. 

## Rozprzestrzenienie
Pająk neotropikalny, endemiczny dla Brazylii, znany tylko ze stanu Amazonas. 